# Emily Coates
Emily Lauren Coates (* 24. Januar 1995 in Basingstoke) ist eine britische Schauspielerin.

## Leben und Karriere
Coates wurde in Basingstoke geboren. Ihre Ausbildung absolvierte  sie bei der Actors Class. Ihr Debüt gab sie 2019 jeweils in einer Folge in Flack und in Ackley Bridge. Anschließend war sie in der Serie Ladhood zu sehen. 2020 spielte sie in Cursed – Die Auserwählte mit.
2023 trat Coates in dem Film Arielle, die Meerjungfrau auf. Im selben Jahr bekam sie eine Rolle in The Great. Unter anderem setzte sie ihre Karriere in der Serie The Long Shadow fort.

## Filmografie
Filme
- 2021: Tiny Dancer
- 2023: Arielle, die Meerjungfrau (The Little Mermaid)

Serien
- 2019: Flack
- 2019: Warren
- 2019: Ackley Bridge
- 2019–2022: Ladhood
- 2020: Cursed – Die Auserwählte (Cursed)
- 2023: The Great
- 2023: The Long Shadow